# Бангор (Уэльс)
Ба́нгор (англ. и валл. Bangor) — город в округе Гуинет в Северном Уэльсе, у побережья Ирландского моря. Один из самых маленьких городов Великобритании. По переписи 2001 года, помимо около 8 тысяч студентов Бангорского университета, в нём проживало 13 725 человек. Валлийским языком владеют 76,7 % населения.

## История
Бангор ведёт своё происхождение от Бангорского собора, основанного в VI веке святым Даниилом Бангорским. Диоцез Бангора, таким образом, является одним из старейших в Великобритании. Собор быстро приобрёл влияние и описывался Бедой Достопочтенным как один из важнейших в его время. Современное здание собора строилось с конца XV века по 1532 год после того, как сгорело в 1402 году во время восстания Оуайна Глиндура. В 1884 году был основан Бангорский университет.

## География
Бангор в значительной степени окружён с юга Бангорскими горами.

## Культура и спорт
Городская футбольная команда «Бангор Сити», основанная в 1876 году, является двукратным чемпионом Уэльса, в настоящее время выступает в валлийской премьер-лиге.

## Транспорт
В городе сходится несколько шоссе: A55, являющееся частью Европейского маршрута E22, A487 и A5, которое вместе с «Северо-Уэльской прибрежной железной дорогой» пресекает здесь пролив Менай по мосту Британия.

## Уроженцы города
- Ричард Дикон — скульптор.

## Галерея

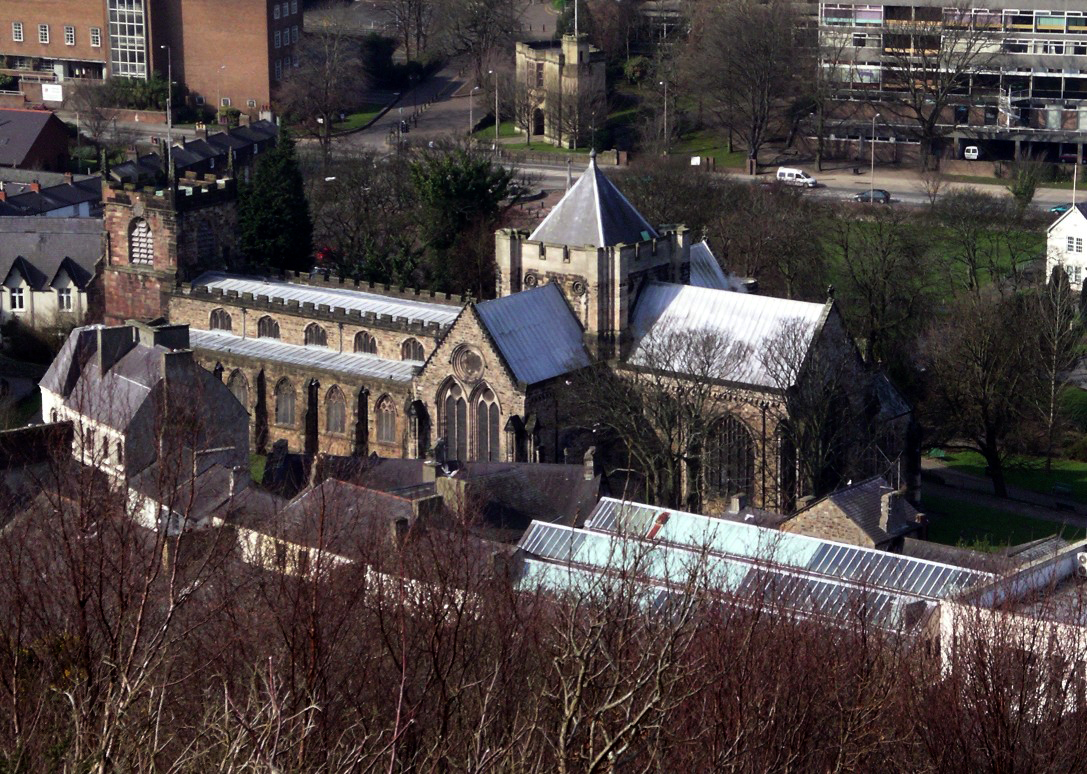
Бангорский кафедральный собор
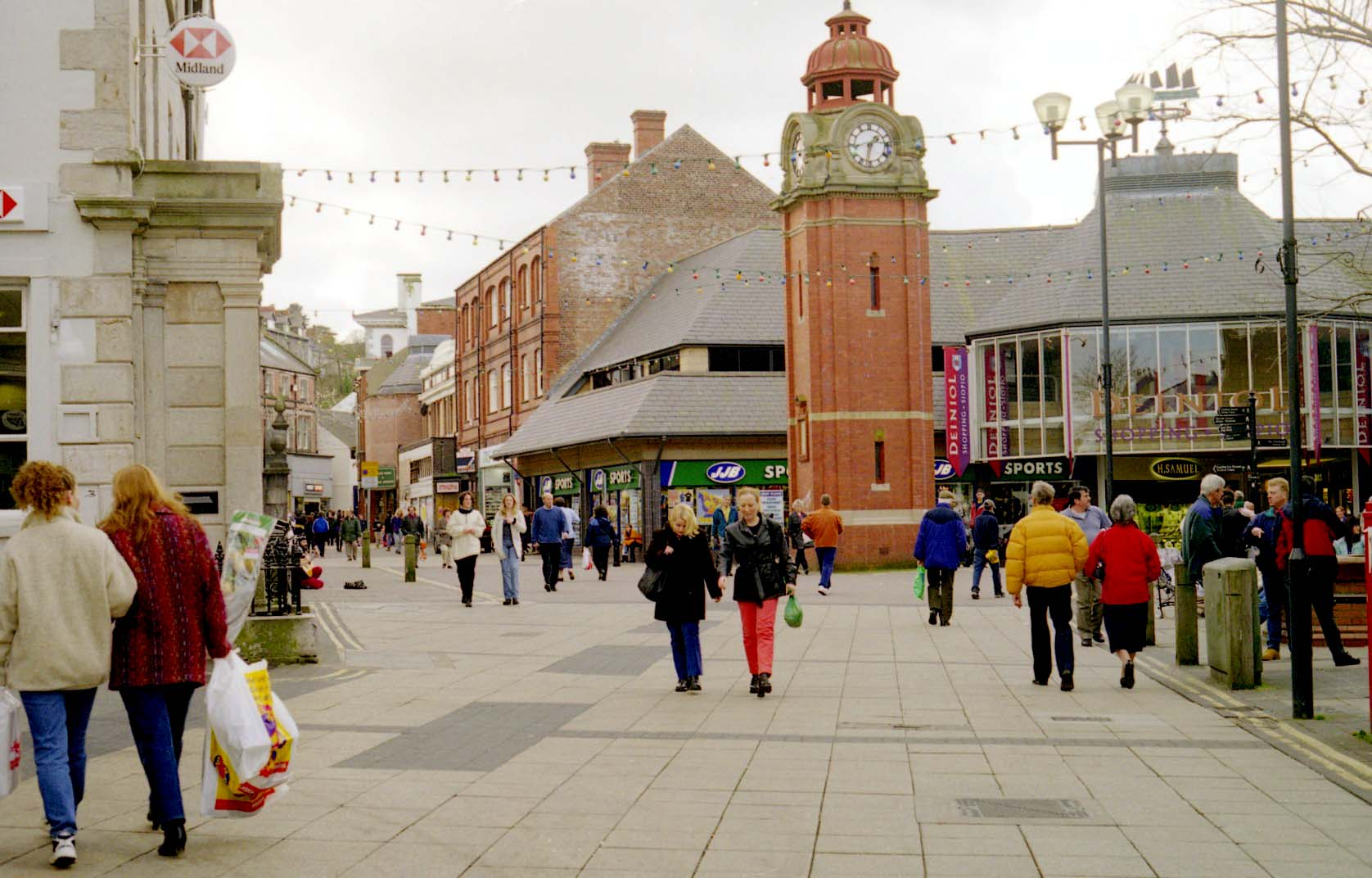
Главная улица Бангора
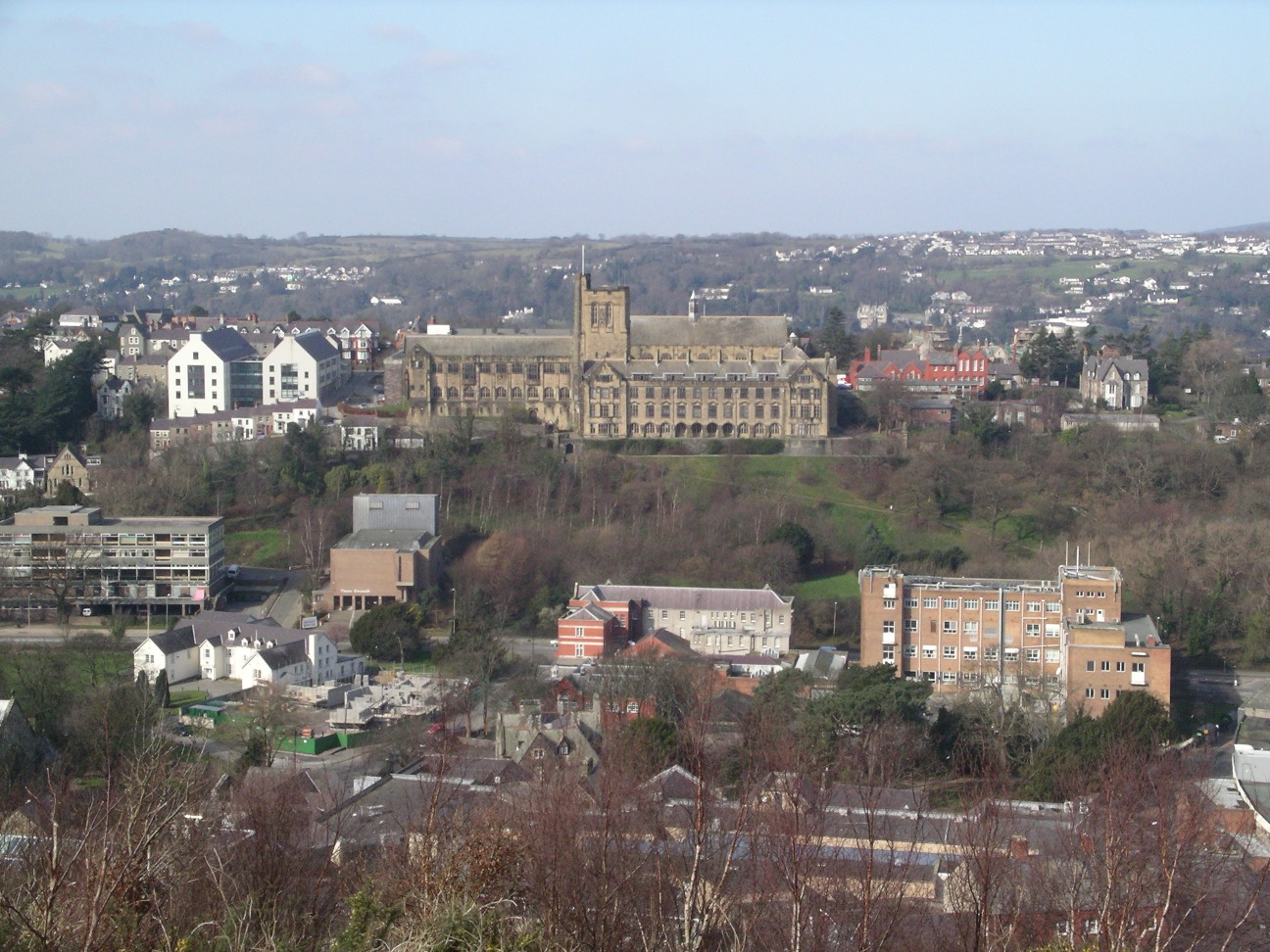
Вид на Бангор с Бангорской горы